# Emmanuel Ollive
Emmanuel Lucien Henri Ollive, né à Rezé le 18 janvier 1882 et mort à La Seyne-sur-Mer le 1er juin 1950, est un officier général de la Marine nationale française.

## Biographie
Fils d'un capitaine au long cours, il entre à l'École navale en octobre 1899 et en sort major de promotion. Aspirant de 1re classe en octobre 1902, il embarque sur l'aviso-torpilleur Dague en Algérie puis sur le croiseur cuirassé Montcalm à la division navale d'Extrême-Orient. 
Enseigne de vaisseau en octobre 1904, il embarque sur le Kersaint où il commande un détachement de marins chargé de la protection de la légation française de Séoul pendant la guerre russo-japonaise. En 1906, il est officier de manœuvre sur le contre-torpilleur La Hire dans l'escadre de la Méditerranée. Élève à l’École des officiers torpilleurs sur le croiseur Cécille à Toulon, il en sort breveté en août 1908 avec un témoignage officiel de satisfaction. 
Enseigne de vaisseau, il est chef de service adjoint du service torpilles sur le cuirassé Patrie en escadre de la Méditerranée en 1909,  puis chef de service adjoint au service électricité-torpilles sur le croiseur cuirassé Waldeck-Rousseau.
Lieutenant de vaisseau en octobre 1911 puis officier élève à l’École de canonnage à Toulon en 1912 et de l’École d'application du tir à la mer sur le Pothuau. Il y obtient le prix de sortie et les remerciements du ministre pour une note sur les appareils de conduite de tir en août-décembre 1912. 
Second officier canonnier sur le cuirassé Mirabeau en 1913, il est affecté à terre durant toute la Première Guerre mondiale sur le front français où il commande une batterie au régiment des canonniers marins puis, en 1917, le 2e groupe de canonnières fluviales. En 1918, il est commandant du contre-torpilleur Fauconneau au Levant et à Salonique.  
Capitaine de corvette en juillet 1919, il commande en décembre le torpilleur Téméraire en escadre de la Baltique. 
Il est aide de camp de l'amiral Sagot-Duvauroux, préfet maritime de Toulon en 1921.
capitaine de frégate en février 1922, il embarque comme commandant en second du Pothuau à la division des écoles de Méditerranée. Il entre à la Commission d'études pratiques de l'artillerie navale. 
En 1924, il commande l'Algérien et la 2e escadrille de torpilleurs et obtient deux témoignages de satisfaction pour les concours de tir de 1924 et de 1925. Chef du Service des transmissions radio de Toulon en 1926, il préside la Commission d'études pratiques de TSF. 
Capitaine de vaisseau en juillet 1927, chef d'état-major de l'amiral Docteur, il rédige une étude sur l'artillerie au combat qui fit autorité et lui permit d'être nommé en juillet 1929 au commandement du Gueydon et à la présidence de la Commission d'études pratiques de l'artillerie navale. 
En 1932, il est à l’École de guerre et au Centre des hautes études navales.
Contre-amiral en février 1933, chef d'état-major de l'amiral Herr, inspecteur général des forces maritimes du Nord, major général à Brest, il commande en mai 1935 le groupe des contre-torpilleurs de la 1re escadre à Toulon puis en juillet 1936 la 3e escadre légère. 
Vice-amiral (février 1937), premier sous-chef d'état-major général de la marine, il prend rang et appellation de vice-amiral d'escadre en 1938, commande en chef l'escadre de Méditerranée en mars 1938, devient préfet maritime de Toulon en septembre 1938, est commandant en chef de la flotte de Méditerranée en mai 1939, avec sa marque sur la Provence puis en novembre, commandant en chef des forces maritimes de l'Atlantique Sud et de l'Afrique. Il est commandant en chef et préfet maritime de la IVe région à Alger en juillet 1940 à octobre 1942.
Il prend rang et appellation d'amiral en novembre 1940 et est chargé de la protection des convois de ravitaillement destinés à la métropole. 
Il prend sa retraite en janvier 1943.

## Distinctions
- Grand officier de la Légion d'honneur (29 décembre 1939)[1]
- Croix de guerre 1914–1918